# Ринкова ціна
Ри́нкова ціна́ (англ. Price, Market price) — ціна, за якою товари (роботи, послуги) передаються іншому власнику за умови, що продавець бажає передати такі товари (роботи, послуги), а покупець бажає їх отримати на добровільній основі, обидві сторони є взаємно незалежними юридично та фактично, володіють достатньою інформацією про такі товари (роботи, послуги), а також ціни, які склалися на ринку ідентичних (а за їх відсутності — однорідних) товарів (робіт, послуг) у порівняних економічних (комерційних) умовах.
«Парасолька цін» — підтримка цін на певному рівні, установленому фірмою-лідером. У даній галузі виробництва чи торгівлі «парасолька цін» звичайно підтримує більшість підприємств галузі. Найпоширенішим методом такої підтримки є регулювання основними виробниками галузі своїх обсягів пропонування таким способом, щоб забезпечити стійкість ціни лідера.
Ринкова ціна - поняття, яке описує середню ціну на ринку, яка склалася у результаті багаторазових ринкових угод за певний період.
Ринкова ціна відповідає рівноважній ціні лише за умов досконалої конкуренції, за якої дія окремого учасника ринку (покупця або продавця) не впливає на ринкову ціну. Перевищення ринкової ціни над рівноважною характерне для монопольного ринку. Падіння ринкової ціни нижче рівноважної (наприклад, при державному регулюванні ціни), призводить до виникнення дефіциту, оскільки продавцям стає не вигідним продавати товари.
Варто не плутати ринкову ціну із ринковою вартістю. Адже ціна - це фактична сума грошей, сплачених за товар або за послугу, або пропозиція до продажу за зазначену продавцем суму. Проте вартість - це розрахункова (прогнозована) величина, яку зазвичай визначають оцінювачі.

## Гнучкість і жорсткість ринкової ціни
Згідно класичного традиції (класична економіка) ціни в економіці мають властивість гнучкості.
Гнучкість ринкової ціни (price flexibility) - поведінка цін в економіці, за якої вони миттєво змінюються у відповідь на зміни у попиті і пропозиції, зовнішніх ринкових факторах. Саме гнучкість ринкової ціни забезпечує її сигнальну функцію.
На відміну від класичної традиції, кейнсіанський підхід (і, особливо, неокейнсіанський підхід) говорить про жорсткість (ригідність) ринкових цін (price rigidity) або "липкість цін" (price stickiness). Кейнсіанці вважають, що ринки не здатні врівноважуватися у короткостроковому періоді (short run), оскільки ціни не здатні знижуватися до рівноважного рівня при падінні попиту, т.з. ефект храповика (ratchet effect). Жорсткість номінальної заробітної плати (nominal wage rigidity) - ціни на працю на ринку праці, призводить до виникнення безробіття - неврівноваженості попиту і пропозиції на ринку праці.

## Сигнальна функція ринкової ціни
Ринкові ціни на конкурентному ринку виконують сигнальну функцію для покупців і продавців. Для виробників (продавців) ринкова ціна дає сигнал коли входити і виходити з ринку через передачу інформації про зміну у споживацьких вподобаннях. Також ринкова ціна указує виробнику (продавцю) найменш витратний (тобто, найбільш ефективний) спосіб виробництва продукції (максимізація прибутку, як різниці між ціною продажу і витратами на ресурси). Крім системи ринкових цін не існує іншого способу отримати таку інформацію.
Для споживачів зміни ринкової ціни є інформацією про можливості споживання того чи іншого блага, заміни (субституції) блага, яке подорожчало, іншим благом.
Будь-яке регулювання цін держапаратом, наприклад, вставновлення мінімальної заробітної плати, викривлює сигнальну функцію ціни, що призводить до інвестиційних помилок, виникнення дефіцитів (нестачі) та профіцитів (надлишків) на ринку.

## Ринкова ціна і спонтанний порядок
Виконання ринковою ціною сигнальної функції має наслідком координацію дій покупців і продавців на ринку, тобто виникнення спонтанного (стихійного) порядку, прояв "невидимої руки ринку", Laissez-faire, саморегулювання ринку, що Лоренс Рід (Lawrence Reed), президент Фонду економічної освіти (Foundation for Economic Education), описує так:
"Стихійний порядок - це те, що відбувається, коли ти залишаєш людей у спокої - коли підприємці ... бачать бажання людей ... і потім забезпечують їх. Вони реагують на ринкові сигнали, на ціни. Ціни говорять їм, що потрібно і як терміново і де. І це нескінченно краще і продуктивніше, ніж покладатися на жменьку еліт у якійсь далекій бюрократії". 